# Górnik Czerwionka
Górnik Czerwionka – wielosekcyjny klub sportowy z siedzibą w Czerwionce-Leszczynach, założony w 1923 roku.
Z klubu wywodzą się m.in. Andrzej Cofalik (podnoszenie ciężarów), Piotr Skierski (tenis stołowy), Dariusz Luks (piłka siatkowa),Sebastian Musiolik (piłka nożna) i Sławomir Paluch (piłka nożna)
Od roku 2012 klub działa pod nazwą MKS Czerwionka. W sezonie 2025/26 piłkarze z Czerwionki występują w rybnickiej klasie A, grupie I.

## Aktualna kadra
Sezon 2021/2022
| Nr | Poz. | Piłkarz            |
| -- | ---- | ------------------ |
|    | BR   | Jan Woźnikowski    |
|    | OB   | Paweł Gawin        |
|    | OB   | Szymon Ryszka      |
|    | OB   | Sebastian Birlicki |
|    | OB   | Adam Sekuła        |
|    | OB   | Michał Szymiczek   |
|    | PO   | Kacper Pawłowski   |
|    | PO   | Mateusz Witek      |
|    | PO   | Artur Jaśkiewicz   |
|    | OB   | Artur Małachowski  |
|    | PO   | Miłosz Marszałek   |
|    | PO   | Bartosz Błoński    |

| Nr | Poz. | Piłkarz             |
| -- | ---- | ------------------- |
|    | NA   | Paweł Śmietana      |
|    | NA   | Kamil Kaszek        |
|    | PO   | Szymon Kowalski     |
|    | NA   | Arkadiusz Majorczyk |
|    | OB   | Przemysław Tokarz   |
|    | PO   | Piotr Hubert        |
|    |      |                     |
|    | OB   | Sebastian Bednarz   |
|    | PO   | Dawid Koza          |
|    | NA   | Adam Stanek         |
|    | PO   | Piotr Stanek        |
|    | BR   | Michał Wijas        |